# Pływanie na otwartym akwenie na Mistrzostwach Świata w Pływaniu 2025
Konkurencje w pływaniu na otwartym akwenie na 22. Mistrzostwach Świata w Pływaniu odbyły się w dniach 16–20 lipca 2025 na plaży Palawan na Sentosa. Łącznie zostało rozegranych siedem konkurencji. 
Po raz pierwszy został wprowadzony 3-kilometrowy wyścig eliminacyjny (knockout sprint), zastępując tradycyjny maraton pływacki na dystansie 25 km, który został wycofany z programu mistrzostw świata.

## Program zawodów
Wszystkie godziny podano w czasie lokalnym. Na podstawie:
| Dzień    | Konkurencja                       | Początek |
| -------- | --------------------------------- | -------- |
| 16 lipca | 10 km mężczyzn                    | 13:00    |
| 16 lipca | 10 km kobiet                      | 16:00    |
| 18 lipca | 5 km kobiet                       | 7:30     |
| 18 lipca | 5 km mężczyzn                     | 10:00    |
| 19 lipca | 3 km Sprint Eliminacyjny kobiet   | 8:00     |
| 19 lipca | 3 km Sprint Eliminacyjny mężczyzn | 10:00    |
| 20 lipca | 6 km drużynowo                    | 8:00     |

## Medaliści

### Mężczyźni
| Konkurencja                          | Złoto                      | Złoto     | Srebro                        | Srebro    | Brąz                           | Brąz      |
| Konkurencja                          | Zawodnik                   | Czas      | Zawodnik                      | Czas      | Zawodnik                       | Czas      |
| 5 km (szczegóły)                     | Florian Wellbrock · Niemcy | 57:26,4   | Gregorio Paltrinieri · Włochy | 57:29,3   | Marc-Antoine Olivier · Francja | 57:30,4   |
| 10 km (szczegóły)                    | Florian Wellbrock · Niemcy | 1:59:55,5 | Gregorio Paltrinieri · Włochy | 1:59:59,2 | Kyle Lee · Australia           | 2:00:10,3 |
| 3 km Sprint Eliminacyjny (szczegóły) | Florian Wellbrock · Niemcy | 5:46,0    | Dávid Betlehem · Węgry        | 5:47,7    | Marc-Antoine Olivier · Francja | 5:51,1    |

### Kobiety
| Konkurencja                          | Złoto                      | Złoto     | Srebro                     | Srebro    | Brąz                                             | Brąz      |
| Konkurencja                          | Zawodnik                   | Czas      | Zawodnik                   | Czas      | Zawodnik                                         | Czas      |
| 5 km (szczegóły)                     | Moesha Johnson · Australia | 1:02:01,3 | Ginevra Taddeucci · Włochy | 1:02:02,3 | Ichika Kajimoto · Japonia                        | 1:02:28,9 |
| 10 km (szczegóły)                    | Moesha Johnson · Australia | 2:07:51,3 | Ginevra Taddeucci · Włochy | 2:07:55,7 | Lisa Pou · Monako                                | 2:07:57,5 |
| 3 km Sprint Eliminacyjny (szczegóły) | Ichika Kajimoto · Japonia  | 6:19,9    | Ginevra Taddeucci · Włochy | 6:21,9    | Moesha Johnson · AustraliaBettina Fábián · Węgry | 6:23,1    |

### Drużynowe
| Konkurencja                | Złoto                                                                          | Złoto     | Srebro                                                                                | Srebro    | Brąz                                                                                     | Brąz      |
| Konkurencja                | Zawodnicy                                                                      | Czas      | Zawodnicy                                                                             | Czas      | Zawodnicy                                                                                | Czas      |
| 6 km drużynowo (szczegóły) | Niemcy · Celine Rieder · Oliver Klemet · Isabel Marie Gose · Florian Wellbrock | 1:09:13,3 | Włochy · Barbara Pozzobon · Ginevra Taddeucci · Marcello Guidi · Gregorio Paltrinieri | 1:09:15,4 | Węgry · Bettina Fábián · Viktória Mihályvári-Farkas · Kristóf Rasovszky · Dávid Betlehem | 1:09:16,7 |

## Klasyfikacja medalowa
*   Gospodarz ( Singapur)
| Miejsce | Reprezentacja | Złoto | Srebro | Brąz | Razem |
| ------- | ------------- | ----- | ------ | ---- | ----- |
| 1       | Niemcy        | 4     | 0      | 0    | 4     |
| 2       | Australia     | 2     | 0      | 2    | 4     |
| 3       | Japonia       | 1     | 0      | 1    | 2     |
| 4       | Włochy        | 0     | 6      | 0    | 6     |
| 5       | Węgry         | 0     | 1      | 2    | 3     |
| 6       | Francja       | 0     | 0      | 2    | 2     |
| 7       | Monako        | 0     | 0      | 1    | 1     |
| Razem   | Razem         | 7     | 7      | 8    | 22    |